# Cuộc vây hãm Kolberg (Chiến tranh Bảy năm)
Trong suốt cuộc Chiến tranh Bảy năm, pháo đài Kolberg thuộc tỉnh Pomerania của Phổ (nay là Kołobrzeg, Ba Lan) đã quân đội Nga bao vây ba lần. Hai cuộc vây hãm đầu tiên, vào cuối năm 1758 và từ ngày 26 tháng 8 cho đến ngày 18 tháng 9 năm 1760, đã kết thúc với thất bại của Nga. Một cuộc vây hãm cuối cùng đã được tiến hành từ tháng 8 đến tháng 12 năm 1761, và chấm dứt với sự đầu hàng của Kolberg. Trong các cuộc vây hãm năm 1760 và 1761, các lực lượng Nga được sự hỗ trợ của quân trợ chiến Thụy Điển. Sự thất thủ của Kolberg đã đánh mất hải cảng quan trọng cuối cùng của Phổ trên bờ biển Baltic, đồng thời tạo bàn đạp cho quân đội Nga tấn công Stettin và Berlin. Tuy nhiên, vài tuần sau thắng lợi này, Nữ hoàng Nga Elizaveta qua đời mà không có con nối dõi, và người kế tục của bà, Pyotr III, đã ký kết hòa ước và giao trả Kolberg cho Phổ.
Cuộc kháng cự thành công của quân đội Phổ tại Kolberg vào các năm 1759 và 1760 đã chứng tỏ tầm quan trọng của pháo đài kiên cương này đã đối với việc bảo vệ vương quốc Phổ. Quân Nga chỉ hạ được Kolberg sau phong tỏa pháo đài này trong vòng một tháng, chứ không thể dùng quân đoàn vây hãm của mình để buộc phía Phổ phải đầu hàng. Sau những thắng lợi quân sự của Nga và Áo vào cuối năm 1761, mặc dù Phổ đã bị đẩy đến thế cùng, tình hình quân sự và chính trị của các nước chống Phổ cũng thực sự mong manh.

## Sau cuộc vây hãm
Sự thất thủ của Kolberg đã góp phần cho thấy sức mạnh của quân đội Nga trong Chiến tranh Bảy năm, ngoài ra đây là lần đầu tiêm P. A. Rumyantsev giữ một chức vụ chỉ huy độc lập. Mặc dù đây là thắng lợi duy nhất của quân Nga trong chiến dịch năm 1761, thất bại phòng ngự này đã đẩy Phổ vào tình hình tuyệt vọng. Trong các chiến dịch trước, quân đội Nga thường rút khỏi Phổ vào mùa đông do những khiếm khuyết về tiếp tế, nhưng giờ đây vấn đề nan giải này có lẽ sẽ được giải quyết bằng việc vận chuyển quân nhu đến Phổ theo đường biển. Tồi tệ hơn, Đế quốc Anh từ bỏ viện trợ cho Phổ. Do đó, hứa hẹn năm 1762 sẽ là một cái năm đầy thảm họa của Vương quốc Phổ. Trước khi Kolberg thất thủ, pháo đài quan trọng Schweidnitz của Phổ ở Schlesien đã bị quân Áo đánh chiếm. Trước nguy cơ thất bại của mình, vua Friedrich Đại đế của Phổ đã bí mật ra huấn dụ cho Thủ tướng ở Berlin, rằng một khi ông thua hoặc tử trận, Thủ tướng phải đàm phán với Luân Đôn, thậm chí là với Viên, Paris và Sankt-Peterburg nếu cần thiết, nhằm giữ gìn lãnh thổ cho các vị vua kế tục của mình. Ngoài ra ông cũng hy vọng Thổ Nhĩ Kỳ hoặc người Tatar sẽ khai chiến với Áo hoặc Nga để giải nguy cho họ. Tuy nhiên, ông chờ mãi vẫn không thấy người Thổ ra quân. Nhà vua vẫn quyết tâm không đầu hàng thà được "chôn cất trong đống đổ nát của Tổ quốc" còn hơn là phải ký kết văn kiện đầu hàng với phe Đồng minh. Ông vẫn chờ đội quân Thổ cho đến tháng 2 năm 1762, và nếu không có gì thì ông sẽ kết liễu cuộc đời của mình:
| “                     | Vốn đã hiến dâng tuổi thơ của Ta cho phụ vương Ta, sự trưởng thành của Ta cho quốc gia, Ta tin rằng mình có thể làm bất cứ điều gì với tuổi già của mình, đáp ứng ước nguyện của Ta. | ” |
| — Friedrich II Đại Đế | |   |

Nhưng ông cũng nói rằng: "nếu Trẫm thấy dấu hiệu mỏng manh nhất của một lối thoát, Trẫm sẽ lần theo nó tới cùng. Sẽ thật là hèn hạ nếu tuyệt vọng mà không có lý do thích đáng". Mặc dù quân đội chính quy của ông lúc bấy giờ vẫn sinh tồn, Nhà nước Phổ khó có thể tiếp tục cuộc chiến. Trong một số trung đoàn, sự khắt khe của nhà vua đã buộc các đại úy phải bán súng hỏa mai cho các tiểu đoàn tự do. Nhưng, bên cạnh đó, tình hình chính trị và quân sự của các nước Đồng minh cũng bất lợi. Các chỉ huy quân sự của Áo đã mất niềm tin vào cuộc chiến, và thậm chí chiến thắng Schweidnitz cũng không thể ngăn chặn sự sa sút của khả năng và ý chí phát động chiến tranh của người Áo. Những khó khăn về tài chính buộc Nữ hoàng Maria Theresia phải cắt giảm quân số của Áo. Bộ trưởng Ngoại giao Pháp Choiseul lo sợ Áo hoặc Nga sẽ rút khỏi cuộc chiến, và nỗi lo của ông ta hoàn toàn có cơ sở. Bất chấp những thằng lợi của mình, nước Nga cũng đến hồi kiệt quệ. Chỉ có mỗi Nữ hoàng Elizaveta vẫn chủ trương duy trì, nhưng sức khỏe của bà đã suy nhược đến mức không thể xuất hiện trước công chúng. Bất chấp sự mua chuộc và chi viện của Pháp, Thụy Điển đã chuẩn bị từ bỏ chiến tranh. Và, "phép lạ" đã đến với Phổ khi Elizaveta qua đời vào ngày 5 tháng 1 năm 1762 (theo Lịch mới), hay ngày 25 tháng 12 năm 1761 (theo Lịch cũ).
Cháu trai và người kế tục của Elizaveta, Pyotr III, là một người ngưỡng mộ Friedrich Đại đế sinh trưởng ở Berlin. Vốn là trung tâm của sự chống đối Elizaveta trong cuộc Chiến tranh Bảy năm, Pyotr III liền ký kết Hòa ước Sankt-Peterburg (1762) với vua Phổ. Theo đó, Nga từ bỏ tất cả mọi lãnh thổ mà họ đã xâm chiếm (trong số đó có Kolberg) và thậm chí còn điều 2 vạn quân trợ chiến đến hỗ trợ Friedrich Đại đế. Theo chân Nga, Thụy Điển cũng ký kết Hòa ước Hamburg với Phổ vào ngày 22 tháng 5 năm 1762, vào tháng sau, quân đồng minh Anh-Hanover cũng đánh bại quân Pháp ở miền Tây Đức. Không lâu sau đó, một cuộc đảo chính cung đình ở Nga đã hạ bệ Pyotr III, song nữ hoàng mới của Nga là Ekaterina II tuyên bố hoan nghênh nền hòa bình đã được xác lập giữa Nga và Phổ, mặc dù bà rút 2 vạn quân Nga về nước nhằm thực hiện chính sách hòa hiếu với tất cả mọi nước láng giềng của mình.
Sau khi Nga và Thụy Điển rút khỏi vòng chiến, các lực lượng Phổ do Friedrich Đại đế chỉ huy đã giành một số chiến thắng trước quân đội Áo. Do Nhà Habsburg của Áo không thể tiếp tục cuộc chiến, họ ký kết Hòa ước Hubertusburg với Phổ vào ngày 15 tháng 2 năm 1763 theo đó hai bên giữ nguyên hiện trạng như trước chiến tranh.